# Перси Джексон и лабиринт смерти
Перси Джексон и Лабиринт смерти — фэнтези, роман приключений основан на греческой мифологии, это четвертая книга из серии «Перси Джексон и олимпийцы» автора Рика Риордана.  Полубог Перси Джексон пытается остановить Луку и его армию от вторжения в лагерь полукровок, которые пытаются пробраться через лабиринт Дедала. Дословный перевод названия книги — «Битва за лабиринт».

## Сюжет
После нападения ужасных монстров, в школе Гуди, Перси возвращается в «Лагерь полукровок», где юные герои и их наставник кентавр Хирон готовятся к предполагаемому вторжению войск Кроноса. Для Перси это, уже четвёртое, лето в лагере обещает быть самым приятным, потому что администратор лагеря мистер Д. (Диониса), с которым у Перси сложные отношения, отсутствует с важной миссией, а на его место встаёт загадочный Квинтус — мечник, приручивший адскую гончую по имени Миссис О' Лири. Перси ошибался, предполагая, что этим летом он сможет как следует отдохнуть и потренироваться в лагере. Назревают проблемы. Друг Перси сатир Гроувер, тщетно ищущий пропавшего бога природы Пана, может быть изгнан Советом сатиров, если не предоставит доказательств того, что Пан действительно с ним разговаривал. А Дельфийский оракул выдаёт новое предсказание, главную роль в котором отводит Аннабет. На этот раз опасность как никогда близка.
Легендарный Лабиринт Дедала может стать лазейкой в защите "Лагеря полукровок", и этой лазейкой намерен воспользоваться Лука, чтобы провести армию Кроноса через Лабиринт прямо в лагерь. Лабиринт, связанный с бессмертной душой своего мастера, живёт своей жизнью - ходы в нём меняются, коридоры исчезают и появляются вновь, даже время в Лабиринте течёт иначе, а расстояния не имеют никакого значения. Только пробраться через Лабиринт дано не каждому. По легенде только нить принцессы Ариадны, дочери греческого царя Миноса, может указать правильный путь. Перси и Аннабет находят в лагере вход в Лабиринт, означенный греческим символом "дельта" (Δ) и вместе с братом Перси циклопом Тайсоном и сатиром Гроувером спускаются внутрь. Их цель: отыскать мастерскую Дедала и заручиться поддержкой мастера, если он и в самом деле ещё жив. Одновременно где-то в Лабиринте Лука ведёт свою армию к лагерю, а юный сын Аида Нико ди Анджело, искушённый призраком злобного царя Миноса, пытается отыскать Дедала и поменять его душу на душу сестры Бьянки ди Анжело.
В Лабиринте героев поджидает много опасностей — чудовища Кроноса, коварные ловушки, кузницы бога Гефеста, гладиаторские бои. В итоге, герои вынуждены разделиться: Тайсон и Гроувер отправляются на свой собственный Поиск по следам Пана, а Перси и Аннабет идут дальше. В их путешествии через Лабиринт к ним примыкают Нико ди Анджело, избавившийся от влияния Миноса, и Рейчел Элизабет Дэр, смертная девушка, способная видеть через Туман. С ней Перси познакомился в Проклятии титана, и так уж получилось, что именно Рейчел может провести героев Лабиринтом. В конце концов ребятам удаётся отыскать мастерскую Дедала, где их ждёт удивительное открытие - мечник Квинтус и есть Дедал, переселивший свой дух в автоматона — механическое тело. В мастерской завязывается бой между героями и чудовищами Кроноса, к которым примкнул дух царя Миноса, жаждущий отомстить Дедалу, повинному в его убийстве. Только благодаря бронзовым крыльям мастера ребятам удаётся сбежать. А между тем Луке удаётся заполучить нить Ариадны, и армия Кроноса начинает своё движение к лагерю. Перси, Аннабет, Рейчел и Нико объединяются с Тайсоном и Гроувером, которые наконец находят место сокрытия бога Пана. Как выясняется, Пан уже давно умер, но его воспоминание, обитавшее в пещере в Нью-Мексико, продолжало жить, ожидая Гроувера. Пан передаёт молодому сатиру и его друзьям своё наследие и окончательно умирает, попросив Гроувера донести эту печальную весть миру.
Лабиринт приводит Перси к вершине горы Тамалпаис, где титаны воздвигли крепость Отрис. В крепости находится саркофаг с останками Кроноса. Сила титана растёт, и Перси считает, что лучшего времени нанести удар может не представиться. Он проникает в святилище Отриса невидимкой и видит, как тельхины — собакоголовые существа и лучшие кузнецы - вносят в зал Косу Кроноса, самое мощное оружие после жезла Зевса и трезубца Посейдона. Перси заглядывает в саркофаг и видит, что в нём покоится... Лука! Юноша отдал своё тело Кроносу и последним элементом, способным вернуть титану жизнь, стало отречение от богов Олимпа юноши-полукровки Эфана Накамуры. Кронос возвращается к жизни и первым, кого видит перед собой — своего заклятого врага Перси Джексона! Между героем и титаном завязывается схватка, в которой Перси проигрывает, ведь Кронос — повелитель времени. Перси удаётся выбраться и скрыться в Лабиринте только благодаря отважному поступку Рейчел, которая швырнула в глаза Кроносу свою расчёску. Так юный герой понимает, что титан не до конца материализовался в этом мире и что где-то внутри его нового тела всё ещё обитает сознание Луки.
Герои возвращаются в лагерь и все вместе готовятся к атаке армии Кроноса. И атака происходит... Под руководством чудовищной Кампе монстры, в числе который адские гончие, гиганты и лестригоны, драконицы и мятежные полукровки нападают на лагерь, но встречают достойное сопротивление со стороны героев. В ходе битвы часть лагеря была разрушена, некоторые герои погибли, а остаток армии Кроноса бежал обратно в Лабиринт после того, как Гроувер воспользовался даром Пана и изгнал чудовищ грозным рёвом. После боя Дедал решает добровольно уйти из жизни, чтобы разорвать связь между собой и Лабиринтом. Стоило мастеру исчезнуть, как и весь его Лабиринт разрушился.
Нико ди Анджело решает уйти из лагеря, так как понимает, что он лишний в нём — дети Аида нигде не будут пользоваться популярностью. Он намерен узнать подробности об их с сестрой прошлом. В конце, он пожимает руку Перси, что значит, что они расходятся с миром. Вернувшийся Дионис объявляет, что младшие боги, в числе который Морфей, Геката и Янус, примкнули к Кроносу, что делает положение олимпийцев шатким. Совет сатиров намерен изгнать Гроувера из своих рядов, так как он не предоставил доказательств существования Пана вовремя, но Гроуверу неожиданно оказывает поддержку Дионис. Он распускает Совет, веря, что Пан умер. Гекатонхейр Бриарей, оказавший поддержку героям во время битвы в лагере, отправляется в кузницы к Посейдону, а Аннабет ссорится с богиней Герой, которая клянётся отомстить дочери Афины за оскорбление. Грядёт последняя битва с повелителем титанов Кроноса.

### Основные герои
- Перси Джексон — 14 лет, полубог, сын Посейдона. Главный герой книги.
- Аннабет Чейз  — 14 лет, полукровка, дочь Афины. Подруга Перси.
- Гроувер Ундервуд — тридцатилетний сатир, друг Перси и Аннабет.
- Тайсон — циклоп, сводный брат Перси. Живет у отца во дворце.
- Рэйчел Элизабет Дэр — смертная девушка, впервые появилась в "Проклятие титана", помогая Перси сбежать от армии скелетов. Отец Рейчел — богатый и влиятельный человек, его работа связана с уничтожением природы, поэтому Рейчел не любит говорить о своей семье.
- Нико ди Анджело — 11 лет, полубог, сын Аида. Присоединяется к Перси. Пытается воскресить свою сестру, обменяв душу Дедала на её душу.
- Лука Кастеллан — полубог, сын Гермеса, предатель богов.
- Дедал — сын Афины, изобретатель Лабиринта. Перед смертью отдает свой ноутбук с нереализованными проектами Аннабет.
- Калипсо — дочь Атласа. Из-за помощи отцу была наказана богами и заключена на острове-призраке Огигия. Предлагает Перси бессмертие, но он отказывается.
- Этан Накамура — 16 лет, полубог, сын Немезиды.

### Пророчество
Пророчество для Аннабет Чейз:
Будешь бродить в нескончаемой тьме лабиринта.
Мертвый, предатель и прежде пропавший восстанут.
От руки царя-призрака падет иль поднимется,
Чадо последней надежды Афины.
Рухнет с последним дыханьем героя,
И ты утратишь любовь, что хуже смерти порою.
Пояснение: Аннабет побывала в лабиринте. Мёртвый — Дедал, предатель — Эфан Накамура, пропавший — Пан (бог дикой природы). Нико освободил Дедала, и тем самым великий мастер умер. Лабиринт рухнет, когда умрет Дедал. Аннабет потеряет Луку.

## Продолжение
Весь год полубоги готовились к сражению против Титанов, зная, что шансы на победу очень малы. Армия Кроноса сильна как никогда, и с каждым богом и полукровкой, которого он вербует, власть злого Титана только растет. В то время как Олимпийцы изо всех сил пытаются сдержать неистовствующего монстра Тифона, Кронос начинает продвижение на Нью-Йорк, где находится абсолютно неохраняемая Гора Олимп. Теперь это дело Перси Джексона и армии молодых полубогов остановить Бога Времени. В этой важной заключительной книге, раскрывается долгожданное пророчество о шестнадцатом дне рождения Перси. И так как сражение за Западную цивилизацию бушует на улицах Манхэттена, Перси оказывается перед ужасающим подозрением, что он может бороться против своей собственной судьбы.